# Bruno Kerl
Georg Heinrich Bruno Kerl, född den 24 mars 1824 i Sankt Andreasberg, död den 25 mars 1905 i Gross-Lichterfelde, var en tysk metallurg.
Kerl verkade från 1846 i Clausthal i bergsväsendets tjänst dels som lärare, dels som praktisk ämbetsman och var 1867-97 professor i hytt- och proberkonst samt kemisk teknologi vid Bergsakademien i Berlin. Han författade ett stort antal metallurgiska läro- och uppslagsböcker, som på sin tid var mycket spridda. Från 1871 utgav han ett "repertorium" över den tekniska journallitteraturen (omfattande tiden från 1854).